# Våga dig Dristelig
Våga dig Dristelig är en ursprungligen dansk psalmtext, Uforsagt vaer paa Vagt, med fem verser. I Svenska Missionsförbundets sångbok 1920 anges upphovsmannen Hans Agerbek i översättning till svenska av Erik Nyström. Enligt en senare version av Svenska missionsförbundets sångbok har Hans Adolf Brorson tillskrivits originaltexten och Carl Olof Rosenius översättningen. Rosenius lade också till ett par verser. I psalmboken Fridstoner 1926 anges inte psalmförfattare eller kompositör och melodi. 
Syftet med texten var en uppmuntran till kristen tro och sången bygger på Hebreerbrevet 4:16 anmodan att frimodigt gå fram till nådens tron för att finna nåd till hjälp i rätt tid.
Melodin är dels densamma som till Stilla natt samt en senare komposition av Lage Eklöv. Eklövs melodi används i Sionstoner 1972 och Lova Herren 1988. I Norge används en tredje melodi.

## Publicerad i
- Svensk söndagsskolsångbok 1908 nr 75 under rubriken "Frälsningen i Kristus".
- Svenska Missionsförbundets sångbok 1920 som nr 219 under rubriken "Kallelse och väckelse".
- Fridstoner 1926 som nr 132 under rubriken "Frälsnings- och helgelsesånger"
- Guds lov 1935 nr 132 under rubriken "Väckelse och inbjudan".
- Sions Sånger 1951 som nr 205
- Frälsningsarméns sångbok 1968 nr 113 under rubriken "Frälsning".
- Sionstoner 1972
- Sions Sånger 1981, som nr 81 under rubriken "Nådekallelsen".
- EFS-tillägget 1986 nr 759 under rubriken "Bättring – omvändelse".
- Lova Herren 1988, nr 357 under rubriken "Frälsningens mottagande genom tron".